# Rita Van den Bossche
Rita Van den Bossche is een personage in de VTM-televisieserie Familie. Het personage werd gespeeld door Jacky Lafon.

## Voor de serie
Rita is de dochter van Pierre Van den Bossche en Anna Dierckx en zus van Jan Van den Bossche, Guido Van den Bossche en Marleen Van den Bossche. Bij het begin van de serie heeft Rita al een heel verleden achter zich aanslepen. Ze was getrouwd met een onbekende man en samen met hem kreeg ze een zoontje Paul. Paul stierf op 3-jarige leeftijd en haar echtgenoot verliet haar snel na zijn overlijden voor een andere vrouw. Jaren later heeft ze een onenightstand met Dirk Cockelaere. Ze raakt zwanger van hem en bevalt van een zoontje Pierrot. Rita besluit om Pierrot op te voeden als alleenstaande moeder en een eventuele relatie met Dirk geen kans te geven. 

## Seizoen 1-19
In de beginjaren was ze samen met Dirk Cockelaere. Dirk wou geen kinderen meer. Rita begon te drinken en daarom ging Dirk vreemd. Rita had een plan en op een zwak moment heeft ze nog met Dirk gevreeën. Ze chanteerde Dirk met het feit dat ze zwanger was, dat Dirk bij haar moest blijven. Dirk ging niet op die chantage in en vertrok naar Amerika. Later begon ze een relatie met Rob Gerrits en ze trouwde met hem in Las Vegas. Samen hadden ze een mosselbedrijfje dat failliet gegaan is. Uiteindelijk kwam ook aan dit huwelijk een einde nadat Rita dacht dat hij een relatie had met zijn secretaresse.
Ze is een vaak licht aangeschoten volkse vrouw van middelbare leeftijd die meermaals doorheen de serie te zien was. Ze heeft ook een tijdje in de gevangenis doorgebracht en bovendien heeft ze kanker overwonnen. Door haar verslaving was ze vaak het zwarte schaap van de familie. Vele jaren had ze haar leven verbeterd en bleef van de drank af, maar wanneer haar vriend Dimi haar verlaat, geraakt ze opnieuw zwaar aan de drank. Bovendien komt ze hierdoor helemaal in de macht van de louche Bert Van den Bossche, die ervoor probeert te zorgen dat zij de schuld krijgt van een brand die hij stichtte in het gebouw van familiebedrijf VDB Electronics.

## Seizoen 20

### Een nieuwe relatie
Rita en Dimi zijn een relatie begonnen maar voorlopig wil Rita niet dat haar familie er iets van weet. Maar zonder dat ze het weet, komt Pierrot het te weten omdat hij hen ziet kussen. Niet veel later vertelt Rita het ook aan Rob en de rest van de familie. Ze willen samen op wereldreis vertrekken met de motorhome van Dimi maar door de ziekte van Rita is dit niet doorgegaan.

### Hersentumor
Na verschillende onderzoeken hebben de dokters ontdekt waarom Rita zo ziek is: ze heeft een hersentumor. Ze is er helemaal kapot van en begint zelfs haar begrafenis voor te bereiden. Uiteindelijk blijkt de tumor niet kwaadaardig te zijn en zal ze dus genezen aan de hand van medicatie. Maar omdat na een paar weken de tumor groter geworden is, moet ze geopereerd worden. Uiteindelijk geneest ze.

### De ex-man
Op en dag spotten Leen Van den Bossche en Marie-Rose De Putter niemand minder dan Dirk Cockelaere, de ex-man van Rita die jaren geleden naar het buitenland verdween, op restaurant. Marie-Rose brengt Rita op de hoogte, die werkelijk gechoqueerd is door het nieuws. Ze is er als de dood voor dat Dirk contact zoekt met Pierrot en verbiedt Marie-Rose dan ook om hem op de hoogte te brengen. Te laat, want Leen heeft intussen Pierrot en Dirk alweer samengebracht. Intussen blijft Rita haar ex-man zwartmaken bij de familie, totdat enkele pikante details uit het verleden worden blootgelegd.

### Breuk met Dimi
Dimi en Mathias beginnen te graven in het verleden van Rita. Dimi is ronduit gechoqueerd over alle feiten die ze voor hem verzwegen hield en neemt zijn koffers. Wat later keert hij terug, maar hij maakt Rita duidelijk dat het nooit meer wat tussen hen kan worden. Het vertrouwen is weg. Dimi besluit op wereldreis te trekken en laat Rita alleen achter.

### Terug aan de drank
Na het vertrek van Dimi zit Rita in zak en as en begint ze opnieuw te drinken. In een dronken bui trekt ze naar Marie-Rose, die volgens haar de oorzaak is van al haar miserie, en probeert ze haar te wurgen. Mathias kan dit maar net op tijd verhinderen. Vanaf dan gaat het van kwaad naar erger met Rita. De familie besluit om deze keer op tijd in te grijpen voor er erge dingen gebeuren. Rob, Anna en Pierrot zorgen ervoor dat ze niet alleen is zodat ze de kans niet heeft om te drinken. Alles verloopt goed, tot Rita begint te hopen dat alles ook weer in orde komt tussen haar en Rob. Wanneer Rob haar afwijst, besluit ze om weg te lopen. De familie begint een zoektocht, maar ze kunnen haar niet vinden. Ze besluiten dan maar de politie te bellen.

### Brandstichting (deel 1)
Bert Van den Bossche komt de vermiste Rita op het spoor en neemt haar buiten het medeweten van de familie in huis. Hij blijft haar echter drank geven en weet haar op die manier zodanig te manipuleren dat ze volledig naar zijn hand staat. Hij neemt een stomdronken Rita mee naar een tankstation, waar ze verschillende jerrycans benzine moet voltanken. Daarna trekt het duo naar VDB Electronics, waar hun wegen scheiden. Marie-Rose spot Rita op de parking en gaat Rob halen. Wanneer die aankomt is Rita alweer spoorloos verdwenen. Niet veel later staat het gebouw in lichterlaaie en zitten de Van den Bossches als ratten in de val.

## Seizoen 21

### Brandstichting (deel 2)
Bijna iedereen is vrijwel ongeschonden uit de brand gekomen, ware het niet dat Bart Van den Bossche zwaargewond is en dat Rob vermoord wordt teruggevonden in de ondergrondse parkeergarage. Bij de familie rijst het vermoeden dat Rita - net zoals een twintigtal jaar geleden - de brand heeft aangestoken. Wanneer het parket vaststelt dat de brand wel degelijk is aangestoken, start de politie een klopjacht op Rita. Uiteindelijk kan ze worden opgepakt en belandt ze in de cel.

### Het proces
Rita wordt beschuldigd van de brandstichting bij VDB Electronics én de moord op Rob, en bijgevolg doorverwezen naar het hof van assisen. Intussen hebben de bewijzen tegen haar zich opgestapeld en iedere procesdag lijkt Rita een stap dichter bij een levenslange celstraf te staan. Op de dag des oordeels komen Peter en Dirk er echter achter dat Bert de echte dader is. Net voor de uitspraak volgt, kan het proces worden stilgelegd. Bert wordt gearresteerd en Rita wordt vrijgelaten.

### Opnieuw verliefd
De laatste jaren had Rita het niet gemakkelijk op liefdesvlak. Eerst was er de breuk met Dimi en niet veel later werd haar ex-man Rob vermoord. Uiteindelijk kan Rita de breuk met Dimi en de dood van Rob een plaats geven. Rita merkt dat ze opnieuw gevoelens krijgt voor haar ex-man Dirk. Tot wanneer Natalie, de ex-vrouw van Dirk waarmee hij jaren geleden naar Amerika vertrok, opnieuw opduikt in het leven van Dirk. Rita is jaloers op deze knappe en elegante vrouw. Maar uiteindelijk worden de twee goede vriendinnen.

## Seizoen 22

### De familie Pauwels
Wanneer Liesbeth het geld van de winkel naar de bank moet brengen wordt ze overvallen. Ze moet enkele weken in het ziekenhuis blijven. Het huishouden bij de familie Pauwels loopt in het honderd. Daarom vraagt Patrick of Rita gewoon eens wil helpen met Benny. Benny profiteert van de goedheid van Rita en Rita begint meer en meer in het huishouden te doen. Zowel Patrick als Rita krijgen gevoelens voor elkaar. Wanneer Liesbeth terug is uit het ziekenhuis blijft Rita zich bemoeien met hun huishouden. Liesbeth maakt Rita duidelijk dat ze niet meer moet komen helpen. 

### Kristina
Patrick, die niet weet dat Rita een drankverslaving heeft, biedt haar enkele drankjes aan. Rita schaamt zich en durft niets te vertellen. Zo drinkt ze gematigd in het geniep. Maar op het trouwfeest komen Linda en Jan dit te weten en binnen de kortste tijd komt heel de familie dat te weten. Rita wil niet langer boven het café wonen en verkoopt een deel van haar aandelen aan Niko. Daarna moet ze op vraag van Anna intrekken bij Marie-Rose. Maar na enkele weken vertrekt ze en gaat ze bij Gino wonen, haar vriend, maar wanneer hij haar dronken achter de toog betrapt zet hij haar buiten. Daarna trekt ze een tijdje in bij Dirk en Nathalie. Uiteindelijk koopt ze het appartement van Evy, want die gaat verhuizen naar Mieke. Tijdens een housewarming leert ze Kristina kennen. Kristina heeft veel pech op het vlak van de liefde en ook financieel en ze steelt af en toe geld van Rita. Haar auto is plotseling opnieuw stuk en Rita leent haar 1000 euro. Rita raakt steeds afhankelijker van Kristina, maar ook van de drank. Door harde confrontaties op het buurtfeest besluit Rita zich te laten helpen. Ze trekt naar de AA.

## Seizoen 23

### Ontvoering Arthur Van den Bossche
Wanneer ze weer terug de oude is en gestopt is met haar alcoholverslaving wil ze de band met haar familie terug opnemen. Dit duurt wel zeer lang omdat de meeste haar niet meer beschouwen als familie. Maar na een tijd neemt iedereen haar weer op in de familie. Anna past ook regelmatig op Arthur, het zoontje van Leen Van den Bossche. Wanneer ze op een dag op hem past gaat ze bij Leens appartement iets halen, maar wanneer ze terugkomt merkt ze dat Arthur verdwenen is. Ze is in paniek; niemand van de familie verwijt haar iets -ook Leen niet, maar Rita zelf wel. Arthur wordt teruggevonden en Rita en Leen zijn zeer blij.

### Aardbeving in Honduras
Wat later hertrouwen Dirk Cockelaere en Nathalie. Wanneer ze Pierrot, de zoon van Dirk en Rita, willen bereiken voor hun trouw is hij niet te bereiken. Ook vanwege Dirks ziekte alzheimer wil hij Pierrot nog eens kunnen herkennen en zien. Rita kreeg intussen een kaartje van Pierrot en zijn nieuwe nummer heeft ze, maar ze kan hem niet bereiken. Wanneer in Honduras een aardbeving plaatsvindt, blijken er veertien doden te zijn gevallen. Rita hoopt dat haar zoon niet verongelukt is; ze heeft er al eerder twee verloren. Samen met Leen Van den Bossche en Linda Desmedt proberen ze Pierrot te bereiken, maar ze moet afwachten. Uiteindelijk krijgt Rita een telefoontje dat Pierrot ongedeerd is. Rita is enorm opgetogen en geeft een feestje met Dirk, Nathalie, Jan, Linda en de bomma en Albert.

### Benny
Benny Coppens wordt gearresteerd voor de moord op Jens Colpaert. Tijdens de rit dat Benny wordt vervoerd kan hij ontsnappen en Rita geeft hem onderdak. Benny wil terug naar zijn gezin en naar zijn vrouw Liesbeth, maar dit gaat niet daarom heeft hij meerdere malen ruzie met Rita. 

### Pierrot
Pierrot keert voor enkele weken terug naar België omdat Dirk Cockelaere wil dat zijn kinderen er bij zijn wanneer hij euthanasie pleegt. Pierrot is er niet over te spreken en gaat enkele keren met Rita praten en ook een keer met Leen. Hij dreigt er zelfs mee om terug naar Honduras te vertrekken omdat hij zijn vader niet wil zien sterven. Wanneer hij met zijn moeder, Rita, gaat praten, kan zij het uit zijn hoofd praten. Later legt hij zich toch neer met de beslissing. Na een paar weken nadat Dirk is gestorven keert Pierrot terug naar Honduras.

## Seizoen 24, 25

### Rita vertrekt
Wanneer Kristina overlijdt, blijkt dat ze Rita al haar fortuin heeft nagelaten. Rita neemt het geërfde geld aan en neemt dan een drastisch besluit: ze vertrekt voor een cruise en neemt daarbij definitief afscheid van haar thuis en haar familie. In de haven volgt het definitieve afscheid van haar broer en haar ouders. Tijdens Kerstmis mist Jan zijn zus, hoewel ze regelmatig contact houden via kaartjes en berichtjes. Wanneer het cruiseschip van Rita voor een tijdje halt houdt in Zeebrugge staat ze plots bij Jan voor de deur om samen met haar broer kerst te vieren. De terugkomst van Rita was een verrassing voor Jan en de familie.